# Винниківське озеро

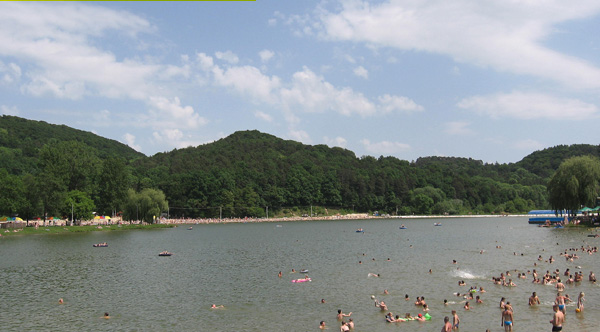
Північно-західна частина озера

49°48′49″ пн. ш. 24°06′54″ сх. д. / 49.81361° пн. ш. 24.11500° сх. д.
Ви́нниківське о́зеро — став на річці Маруньці, неподалік від східних околиць м. Львова, в західній частині м. Винників (звідси й назва). Озеро розташоване на території Винниківського лісопарку, частина якого вважається територією Львова (Личаківський район міста).
Озеро протічне, що сприяє самоочищенню води. Довжина озера становить 440 м, ширина 200 м, загальна площа 6,2 га, глибина біля дамб 5 м. Ширина пляжної зони до 50 м, а власне відпочинкова зона займає ділянку площею 17,3 га. Вода в озері жовтуватого кольору, бо струмки, що живлять його течуть через глинисті породи багаті на залізо. Це додає воді не лише характерного забарвлення, але й лікувальних властивостей. До послуг відпочиваючих кафе, альтанки, столики, лавочки, будиночки заготовленими дровами, спортінвентар, душові кабіни. На озері налагоджено рятувальну та медичну службу, роботу органів правопорядку. На території зони відпочинку пробурено кілька свердловин з питною джерельною водою.

## Історія
Давним-давно територія Винниківського озера була вкрита лісом, поміж деревами вилася багата на рибу річка. Згодом тут почали поселятись люди. Так виникли села: Лисиничі, Підбірці, Підберізці, Зубра, Винники. Винники було княже село, в якому виноградарі, або т. зв. «винники» вирощували виноград для княжого столу. Від «винників» і пішла назва села.
У долині від шляху між Львовом і Винниками працьовиті селяни вирубували ліс, висушили болото і над річкою, що звалася Марунька, почали освоювати під ріллю землю, будувати хати, млини. Так виникло село Млинівці. Даремно сьогодні на карті шукати його, воно зникло вже в кінці XVII ст. Назва поселення пішла від млинів.
Першу письмову згадку про Млинівці маємо спочатку в джерелах за 1365 р., а у 1453 р. селом заправляв вже старшина Микола — тивун (категорія упривілейованої сільської старшини княжого часу). Це свідчить про існування села в княжий період та залишки руського права в галицьких селах, ще в середині XV ст. З документів довідуємося, що селяни Млинівців в XV ст. підтримували тісні зв'язки з Львовом та сусідніми селами Винниками, Підберізцями та іншими.
Як виглядало село Млинівці в XVI ст., можна уявити з цікавого документа, виявленого професором В.Грабовецьким у Львівських городських книгах Центрального державного історичного архіву України в м. Львові (ф. 9, т. 333, арк. 564—570). В цьому документі іде мова про спір між феодалами, власником села Винників і власником села Млинівці, про кордон між ними в 1542—1568 рр. З документу видно, що село Млинівці (1543 р.) знаходилось «під тією дорогою, яка вела з Винник до Львова» і було приватною власністю католицького ксьондза Мніщковського, який успадкував його від своїх предків.
В селі проживали селяни-кріпаки «піддані» католицького ксьондза, які змушені були виконувати важкі феодальні повинності: панщину, натуральні, грошові, церковні та інші данини.
У центрі села був панський двір, озеро з греблею, млином і корчма. В 1542 р. тут мешкав якийсь Коваль, якого хата і кузня лежала «на віддалі пострілу з лука» під високою горою (теперішньою «Лисівкою»). Вона розділяла Млинівці від Винників. Власник щорічно отримував значні прибутки не лише з панщини, але й ставу, де була риба, і з кількох млинів та корчми. Свою продукцію з поля: ярину, овочі, збіжжя і навіть лісові плоди селяни продавали або в самому Львові, або в галицькому передмісті цього міста.
Як це велося в середньовіччі, шляхта сусідніх сіл намагалася збільшити свої земельні володіння за рахунок сусідніх сіл прямим насильством. Тоді між шляхтою велися постійні чвари, які закінчувались судовими процесами. В середині XVI ст. власники Винників — шляхтичі Лагодовські намагались захопити частину Млинівців і повели суперечку за ґрунти з власником села ксьондзом Мнішковським. Цей судовий спір розглядався двічі у XVI ст.
Справу розглядав Львівський міський суд. Судова комісія була змушена прибути на місце, щоб обстежити території і примирити сусідів. Однак це не полегшило становища селян Млинівців і вони ще довго терпіли від здирств винниківських шляхтичів.
Наприкінці XVII ст., під час наступу татар село було знищено, залишилось кілька хат навколо ставу, які були приєднані до Винників. Після цього ставом володіли окремі власники, а село Млинівці зникло з карти, тільки деякий час тут працював ще млин.
Близько 1885 р. львівський підприємець Еміль Браєр збудував у долині річки Маруньки недалеко від сучасного Винниківського озера кліматичний лікувальний заклад «Маріївка». Комплекс було зведено за взірцями професора Вінтернітца на височині біля ставка серед великого 11-моргового парку. Головний архітектор споруди — Михайло Ковальчук (1855 р., м. Станіслав, нині Івано-Франківськ — 14. 03. 1938 р., м. Львів; архітектор, історик і теоретик архітектури), співавтор Я. Шульц. Керівництво курортом обійняв доктор Юзеф Закшевський (1868—1930 рр.), колишній лікар клінік в Інсбруку, Мюнхені та Відні, який запровадив у закладі найсучасніші методи лікування. Грошовиті львів'яни все-таки віддавали перевагу курортам європейським, так що невдовзі Браєр збанкрутував, а «Маріївку» було продано на аукціоні. 1900 р. відомий інженер Карл Ріхтманн купив «Маріївку».
Історична довідка. Карл Ріхтманн (1863 р., м. Перемишль — 1921 р., м. Варшава) — архітектор, інженер. Здобув технічну освіту в навчальних закладах Львова, Відня, Парижа. Від 1895 р. працював інженером залізничного будівництва, будівничим, архітектором, брав участь у спорудженні багатьох відомих об'єктів у Львові. Саме фірмі інженера Карла Ріхтманна Комітет будови костелу св. Ельжбети 1903 р. доручив виконання будівельних робіт за проектом відомого архітектора, професора Теодора Тальовского. Через помилку Тальовского у розрахунках міцності фундаменту не вдалося досягнути запроектованої висоти шпиля костелу. Карл Ріхтманн помер у Варшаві, поховали його на Личаківському цвинтарі у Львові.
Курорт був розташований у мальовничій околиці Винників, на узгір'ї серед великого парку, тут застосовували найсучасніші методи лікування та процедури. Для роботи в санаторії було запрошено першокласну обслугу, висококваліфікованого кухаря, збудовано теплицю, що дозволяло протягом цілого року мати свіжу городину. Невдовзі Карл Ріхтманн запропонував Ю. Закшевському співвласність закладу. Санаторій було дещо перебудовано, модернізовано та споруджено кілька нових корпусів, оранжерею. Ім'я інженера К. Ріхтманна та добра реклама зробили свою справу і «Маріївка» стала модним курортом. Тут неодноразово лікувалася одна з найбільш стильних львів'янок початку століття — письменниця Габріеля Запольска. Судячи з усього, ці роки були вершиною розвитку санаторію — Ю. Закшевський навіть зміг відкупити у Ріхтманна його частку і став, таким чином, повноправним власником.
На території санаторію звели кілька красивих будівель: каплицю, житловий будинок «Віллу», літній будиночок, званий «Швейцарка» та «Курхауз» — санаторний будинок із гімнастичним і більярдним залами. У дворі викопали колодязь глибиною 17 м. Окремо стояла так звана ледовня. Взимку на ставках вирубували брили льоду, складали їх у спеціальні тунелі, зберігали так упродовж усього літа і використовували для потреб санаторію. Територію «Маріївки» прикрасили гарними клумбами, декоративними кущами. Навколо санаторію висадили бузок, жасмин, сосни і туї. У санаторії лікували переважно хвороби опорно-рухового апарату. Лікувальні грязі привозили у бочках з Італії, до послуг пацієнтів були тренажерний і масажний зали. Санаторій мав обладнання, яке за призначенням і принципом дії нагадує сьогоднішні солярії, сауни і джакузі. Головний акцент «Маріївка» робила на водолікуванні, сонячних ваннах, чистому повітрі та спеціальній дієті.
Під час Першої світової війни курорт припинив існування. Спочатку тут розташувалися «на постой» німецькі військові, справу довершили мародери, скориставшись відсутністю власника. Після 1920 р. родина Закшевських продала «Маріївку», через інфляцію отриманих грошей вистачило чи не на пачку сірників. Новий власник влаштував тут літній будинок, а в 1953 р. на місці курорту з'явилося «Комсомольське озеро».
Колись (1920-1930-ті рр.) Винниківське озеро було ставком Станіслава Ліпського (до 1953 р. були шлюзи,  був млин. Брат Ліпського теж мав ставок (нижче Винниківського озера), але менший, який пізніше перетворили на грабарню.

Озеро було створено як рекреаційну зону 1953 року, тоді ж були облаштовані водна та човнова станції, пляжі. До середини 1970-х років до озера ходив потяг від станції «Личаків». До початку 1990-х років озеро мало назву Комсомольське озеро.
У 1950-1960-х роках озеро — одне з улюблених місць відпочинку винниківців. У 1970-х р. його було доведено до жахливого стану. Людей далі приваблювали мальовничі краєвиди, але купатись у брудній воді не кожен ризикував. Озеро заросло очеретом та перетворювалось на велику калюжу, а згодом стало розсадником антисанітарії та шкідливих бактерій. Ліс довкола став звичайним сміттєзвалищем. На початку 90-х років адміністрація Винників робила спроби врятувати озеро, але для цього потрібні були великі кошти. Чужих інвесторів озеро не цікавило, а своїх на той час було надто мало. Лише у квітні 2002 р. виконком Винниківської міської ради надав Винникіквське озеро і прилеглу територію в оренду терміном на 20 років товариству з обмеженою відповідальністю (ТзОВ) «Краківський ринок».
Донині серед львів'янів досить популярним є відпочинок на Винниковському озері.
На північ від озера розташована траса Львів—Винники (автошлях Н 02) і лісиста Давидова гряда (частина Львівського плато), на якій також розташована пам'ятка природи — Чотові скелі (за 2 км на північ від озера).